# 유종필 (정치인)
유종필(柳鍾珌, 1957년 9월 1일 ~ )은 대한민국의 교육자, 정치인이다. 서울특별시 관악구청장과 국회도서관장을 지냈다. 본관은 고흥이다.

## 생애
유종필은 1957년 전라남도 함평군에서 태어났다. 그 뒤 한국일보와 한겨레신문에서 기자로 근무했다. 1995년, 전국동시지방선거 민주당 소속으로 서울시의원에 출마했으며 65.15%의 득표율로 당선되었다. 그 뒤 새정치국민회의가 창당되자 민주당을 탈당하고 새정치국민회의에 입당했다. 1995년에는 새정치국민회의 부대변인을 맡았다.
1998년 청와대 비서관으로 임명되었다. 2001년에는 새천년민주당 노무현 캠프에 합류해 공보특보로 대변인역을 하였다. 2003년 노무현 대통령 탄핵사태가 발생했지만 새로 창당 된 열린우리당에 합류하지 않았으며 새천년민주당에 잔류했다. 17대 총선에서 관악구 을에 새천년민주당 소속으로 출마했으나 13.38%의 득표율을 기록하며 3위로 낙선했다. 2008년 국회도서관장에 임명되었다.
2010년 전국 동시지방선거 관악구청장 선거에서 민주당 후보로 나오게 되었고, 54.62%의 득표율을 올리며 당선되었다. 이후 2014년 선거에서는 60.49%의 득표율을 올리며 재선에 성공했다.
2017년, 관악구청장 3선 불출마를 선언했다. 윤석열 후보의 특별고문으로 대선에 참여했으며, 당선인 특별고문을 거쳐 국민의힘 관악갑 위원장을 맡았다.

## 학력
- 해보국민학교 졸업
- 월야중학교 졸업
- 광주제일고등학교 졸업
- 서울대학교 인문대학 철학과 학사
- 동국대학교 언론정보대학원 언론학 석사

## 경력
- 1985.04 ~ 1988.02 한국일보 기자
- 1988.03 ~ 1993.08 한겨레신문 기자
- 1988.07 전국언론노동조합 집행위원
- 1994.01 ~ 1994.03 한국기자협회 편집국 국장
- 나산그룹 기획조정실 광고 PR사업부 이사
- 아시아태평양재단 아카데미 운영위원
- 1995. 민주당 서울특별시 지부 관악구 을 지구당 정책실장
- 1995.07 ~ 1998.06 제4대 서울특별시의회 의원(민선 1기, 서울 관악구 제7선거구, 민주당→무소속→새정치국민회의, 초선)
  - 제4대 서울특별시의회 수자원관리위원회 위원
  - 제4대 서울특별시의회 지방자치발전특별위원회 위원
  - 제4대 서울특별시의회 예산결산특별위원회 간사
  - 제4대 서울특별시의회 재무경제위원회 위원
  - 제4대 서울특별시의회 예산결산특별위원회 위원장
- 1995.12 새정치국민회의 부대변인
- 1997.12 ~ 1998.2 김대중 대통령직인수위원회 부대변인
- 1998.4 ~ 1998.5 제2회 전국동시지방선거 서울특별시 관악구청장 새정치국민회의 예비후보
- 1998.10 새정치국민회의 중앙위원회 위원
- 1998.06 고건 민선 2기 서울특별시장 인수위원회 대변인
- 1998.09 ~ 1999.08 김대중 정부 대통령비서실 정무비서관
- 1999.08 ~ 1999.12 국정홍보처 분석국 국장
- 2000.01 국립영상간행물제작소 소장
- 2002.05 제16대 대통령 선거 새천년민주당 노무현 대통령 후보 공보특보, KTV 대표
- 2003.09 ~ 2005.05 새천년민주당 대변인
- 2003.11 새천년민주당 서울특별시 지부 관악구 을 지구당 위원장
- 2005.05 ~ 2007.06 민주당 대변인
- 2005.12 민주당 광주광역시당 위원장
- 2005.12 민주당 광주광역시당 서구 갑 지역위원회 위원장
- 2007.08 ~ 2008.02 민주당 대변인
- 2008.02 ~ 2008.03 제18대 국회의원 선거 광주 서구 갑 통합민주당 국회의원 예비후보
- 2008.02 ~ 2008.07 통합민주당 대변인(최장수 대변인)
- 2008.07 민주정책연구원 이사,백범정신실천겨레연합 공동대표,한중문화협회 연구이사
- 2008.09 한국학술정보협의회 회장
- 2008.09 ~ 2010.03 국회도서관 관장
- 2010.07 ~ 2014.06 제23대 서울특별시 관악구청장(민선 5기, 민주당→민주통합당→민주당→새정치민주연합, 초선)
- 2014.07 ~ 2018.06 제24대 서울특별시 관악구청장(민선 6기, 새정치민주연합→더불어민주당, 재선)
- 2019.12 ~ 2020.03 제21대 국회의원 선거 서울 관악구 을 더불어민주당 국회의원 예비후보
- 2021.08 ~ 2021.11 제20대 대통령 선거 국민의힘 윤석열 대통령 경선후보 국민캠프 대통령 후보 직속 상임고문단 상임고문
- 2021.09 ~ 2021.11: 제20대 대통령 선거 국민의힘 윤석열 대통령 경선후보 공정개혁포럼 발기인
- 2021.11 ~ 2022.01: 제20대 대통령 선거 국민의힘 윤석열 대통령 후보 선거대책위원회 대통령 후보 직속 후보 특별고문
- 2022.01 ~ 2020.03: 제20대 대통령 선거 국민의힘 윤석열 대통령 후보 선거대책본부 대통령 직속 후보 특별고문
- 2022.03 ~ 2022.05: 제20대 대통령 당선인 특별고문
- 2022.12 ~ : 국민의힘 서울특별시당 관악구 갑 당원협의회 위원장
- 2023.09 ~ : 국민의힘 서울특별시당 시민사회특별위원회 위원장
- 2025.02 ~ : 제6대 창업진흥원장

## 소속 정당
- 민주당 (1995)
- 무소속 (1995)
- 새정치국민회의 (1995~2000)
- 새천년민주당 (2000~2005)
- 민주당 (2005~2007)
- 중도통합민주당 (2007)
- 민주당 (2007~2008)
- 무소속 (2008~2009)
- 민주당 (2009~2011)
- 민주통합당(2011~2013)
- 민주당 (2013~2014)
- 새정치민주연합(2014~2015)
- 더불어민주당(2015~2021)
- 무소속 (2021)
- 국민의힘 (2021~현재)

## 역대 선거 결과
|  | 65.15% |

|  | 13.38% |

|  | 54.62% |

|  | 60.49% |

|  | 42.91% |